# Ephydra acutata
Ephydra acutata är en tvåvingeart som beskrevs av Hu och Yang 2002. Ephydra acutata ingår i släktet Ephydra och familjen vattenflugor. Inga underarter finns listade i Catalogue of Life.